# Benjamin Lebert

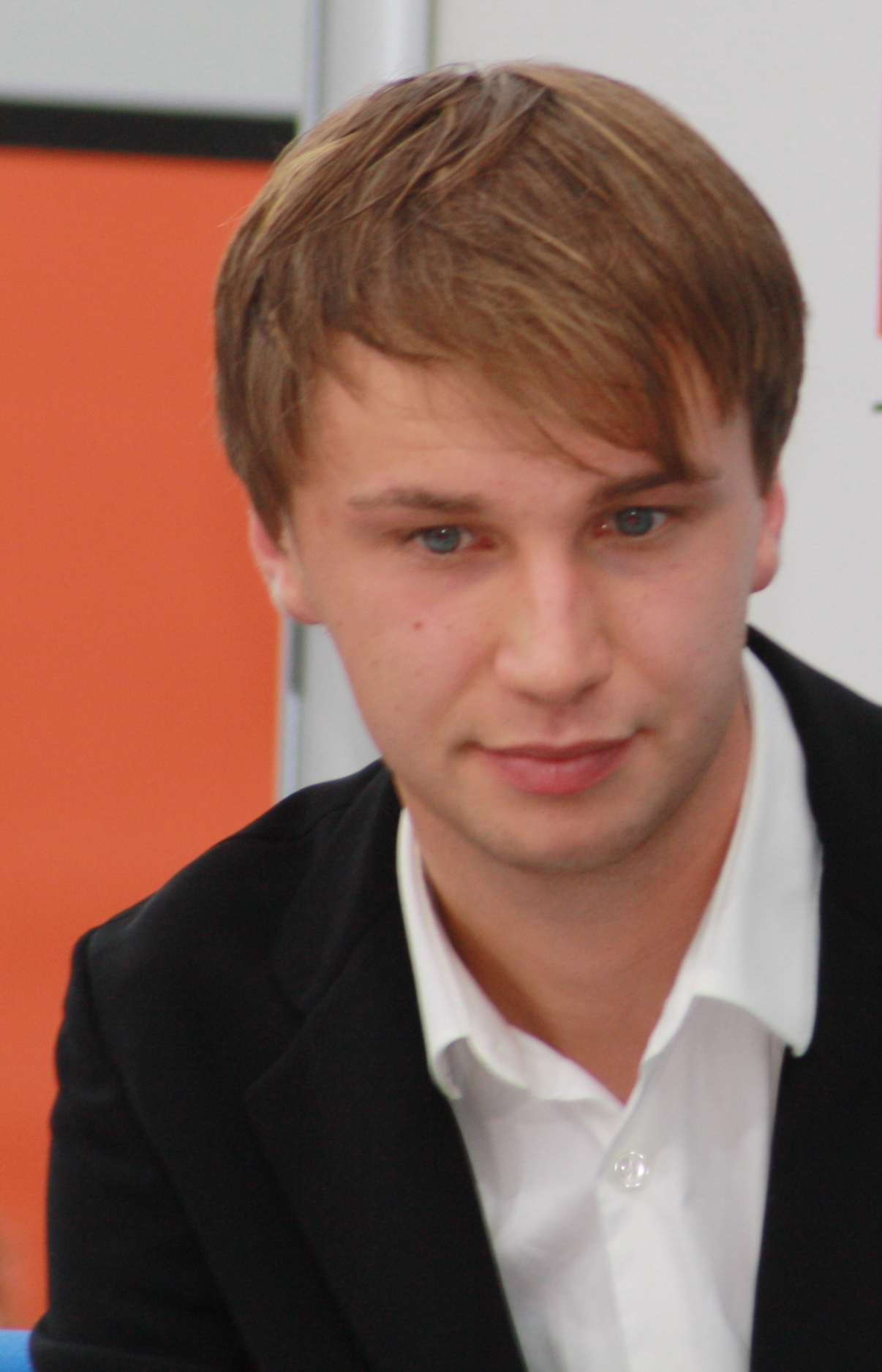
Benjamin Lebert

Benjamin Lebert (Freiburg im Breisgau, 9 januari 1982) is een Duits schrijver. Hij is aan de linkerkant van zijn lichaam verlamd. Hij schreef de roman Crazy in 1999 die tevens in dat jaar verfilmd werd. Hierin vertelt hij over de problemen van de adolescentie en zijn handicap.

## Werken

### Romans
- Crazy, 1999, C boek
- Die Geschichte vom kleinen Hund, der nicht bellen konnte, 2002 (samen met Ursula Lebert), C boek
- Der Vogel ist ein Rabe, 2003, C boek
- Kannst du, 2006, C boek
- Der Flug der Pelikane, 2009, C boek

### Luisterboeken
- Crazy, 1999, voorgelezen door Benjamin Lebert
- Der Vogel ist ein Rabe, 2003, voorgelezen door Benjamin Lebert
- Der Flug der Pelikane, 2009, voorgelezen door Robert Stadlober

### Verfilmingen
- Crazy, 2000, geregisseerd door Hans-Christian Schmid, met Robert Stadlober, Tom Schilling en Oona-Devi Liebich.

### Vertalingen
- Zehnte Klasse (10th Grade) van Joseph Weisberg, 2007

- Bibsys: 56818
- Bibliothèque nationale de France: cb135683233 (data)
- CiNii: DA12740037
- Gemeinsame Normdatei: 120849607
- International Standard Name Identifier: 0000 0001 1634 8771
- Library of Congress Control Number: n99831496
- Nationale Bibliotheek van Letland: 000076669
- MusicBrainz: 27d99608-15bb-40a8-be8b-22e6a4312ed4
- Bibliotheek van het Japanse parlement: 00813328
- Nationale Bibliotheek van Tsjechië: jn20000807027
- Nationale Bibliotheek van Israël: 987007443902905171
- Nationale Bibliotheek van Polen: a0000001176719
- Nationale en Universitaire bibliotheek Zagreb: 000139507
- Nederlandse Thesaurus van Auteursnamen: 183907280
- Réseau des bibliothèques de Suisse occidentale: 02-A005789411
- Istituto Centrale per il Catalogo Unico: LO1V180835
- SNAC: w6w97w9f
- Système universitaire de documentation: 05260912X
- Virtual International Authority File: 46928192
- WorldCat: E39PBJqQBhC88brdrDcKWck7HC